# التهاب القزحية
التهاب القزحية هو التهاب يصيب القزحية وهو شكل من أشكال التهاب العنبية الأمامِي (anterior uveitis).

## الأنواع

حالة من التهاب القزحية بالعين اليمنى

هناك نوعان رئيسيان من التهاب القزحية هما الحادة والمزمنة.وهما يختلفان في العديد من الامور.
التهاب القزحية الحاد (acute iritis) هو نوع من التهاب القزحية الذي يمكن أن يلتئم في غضون أسابيع قليلة وبصورة تلقائية. ام إذا توفر العلاج، فيشفى بصورة اسرع. التهاب القزحية المزمن (chronic iritis) يمكن أن يطول لمدة شهور أو سنوات قبل أن يحدث شفاء تام. التهاب القزحية المزمن لا يستجيب للعلاج وكذلك التهاب القزحية الحادة أيضا. كما التهاب القزحية المزمن يكون مصحوبا بمضاعفات خطيرة قد تؤدي إلى ضعف البصر.

## علامات وأعراض
- ألم بالعين وحول الحجاج (حول العين).
- رُهاب الضوء (عدم تحمل الضوء أو الخوف منه).
- رُهاب ضوء توافقي (ألم في العين المصابة عندما تتعرض العين السليمة لضوء ساطع)
- عدم وضوح الرؤية أو الرؤية غائما
- احمرار العين، وخاصة بجاور القزحية.
- خلايا الدم البيضاء (ينظر كنقط صغيرة بيضاء، وصف سريري للخلايا، والبروتين) مما أسفر عن بقع رمادية أو بيضاء بالقرب من الضباب، توصف سريريا ببقع مضيئة.
- الْتِصاقُ القزحِيّة (Synechia)(التصاق القزحية بالعدسة أو القرنية)
- مرض الحركة (غثيان)(motion sickness)

## أسباب والتزامنات (التواكبات) المرضية (Comorbidities)
- صدمة فيزيائية للعين.

## التهابات وأمراض مناعة ذاتية
- التهاب الفقار المقسط (التهاب الفقار اللاصق)(Ankylosing Spondylitis) (وغيرها من اختلالات HLA-B27 والمرتبطة بها.
- التهاب القرنية والهدابى والقزحية (Iridocyclitis)، وغير ذلك من أشكال التهاب المسالك العنبوِية.
- التهاب المفاصل
- مرض Behcet
- داء كرون
- الذئبة
- رد فعل التهاب المفاصل.
- الصداف (داء الصدفية) المزمن.
- داء التهاب المفاصل الصدفي.
- غرْناوِيّة (Sarcoidosis).
- تصلُّب الجلد (Scleroderma).
- التهاب القولون التقرحي (Ulcerative colitis).
- داء النقرس(Gout).

## الالتهابات
- السل.
- مرض لايم (Lyme Disease).
- الزهري.
- داء المقوسات.
- Toxocaridae.
- العقبول البسيط (أو الحلأ البسيط) (Herpes Simplex).
- فيروس الحلأ النطاقي(Herpes Zoster Virus).

## السرطان
- اللوكيميا.
- الأورام اللمفاوية.
- الميلانوما الخبيثة.

## مضاعفات
مضاعفات التهاب القزحية يمكن أن تشمل ما يلي :
- الساد (Cataract).
- الزرق (glaucoma).
- تكلس القرنية (corneal calcification).
- التهاب القزحِيّةِ الخلْفِي (posterior uveitis).
- العمى.
- اعتلالُ القرنية الشريطي ()band keratopathy

cystoid macular oedema.

## العلاج

عين معالجة بقطرات موسعة لاحظ البؤبؤ

- قطرات العين ستيرويدة المضادة للالتهابات. (مثل خلات البريدنزولون prednisolone acetate).
- قطرة موسعة للعين (للمساعدة على منع الْتِصاقُ القزحِيّة synechia والحد من رهاب الضوء).
- قطرة للعين لتخفيض الضغط (مثل brimonidine tartrate).
- ستيرويدات عن طريق الفم (مثل بريدنيزون).
- حقن الستيرويد تحت الملتحمة (Subconjunctival).
- غير المحتوية على الستيرويدات (Steroid-sparing agents) مثل الميثوتركسات (methotrexate) (لحالات الإصابة الطويلة، التهاب القزحية المزمن).